# St. Katharina (Jenalöbnitz)

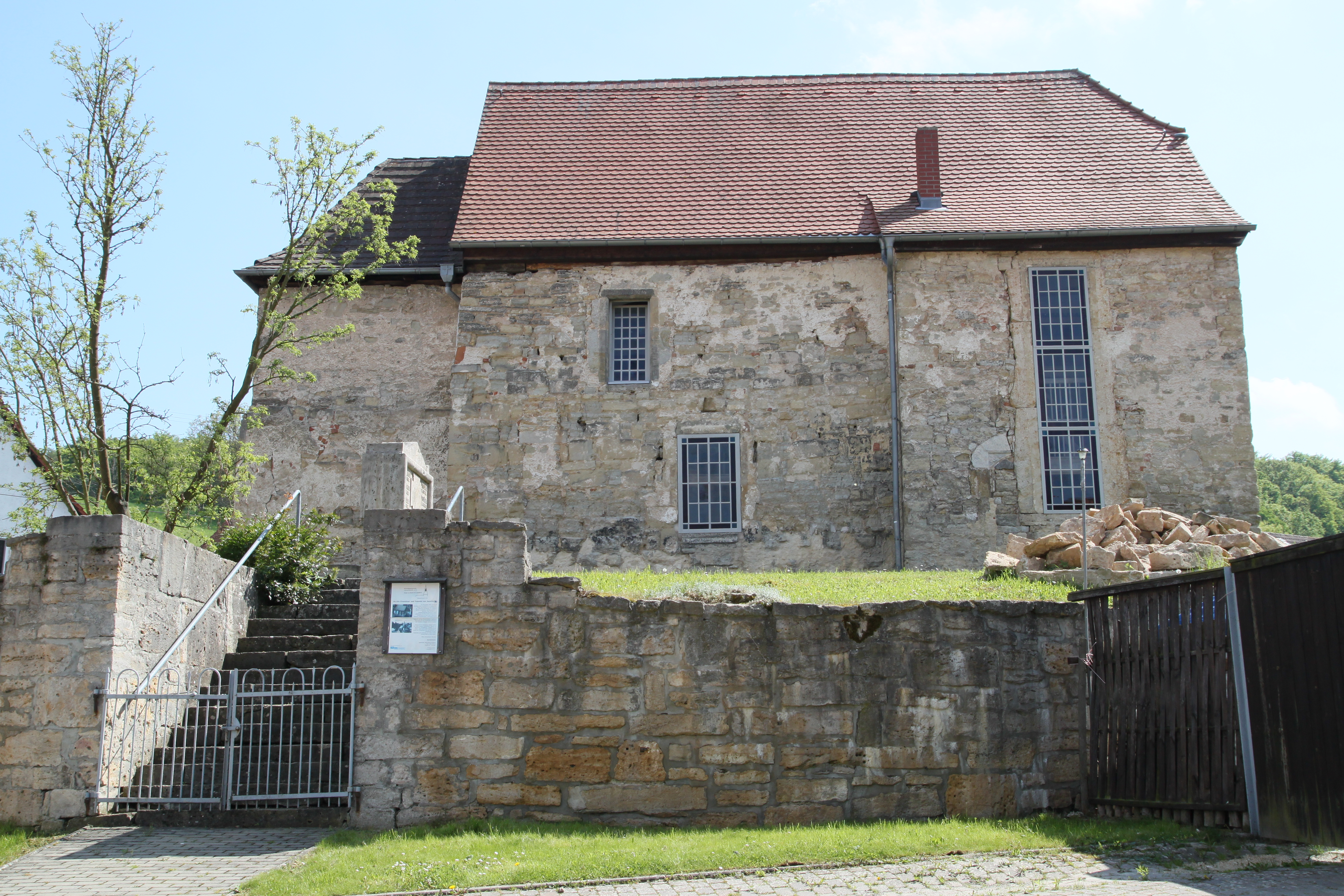
Dorfkirche St. Katharina in Jenalöbnitz

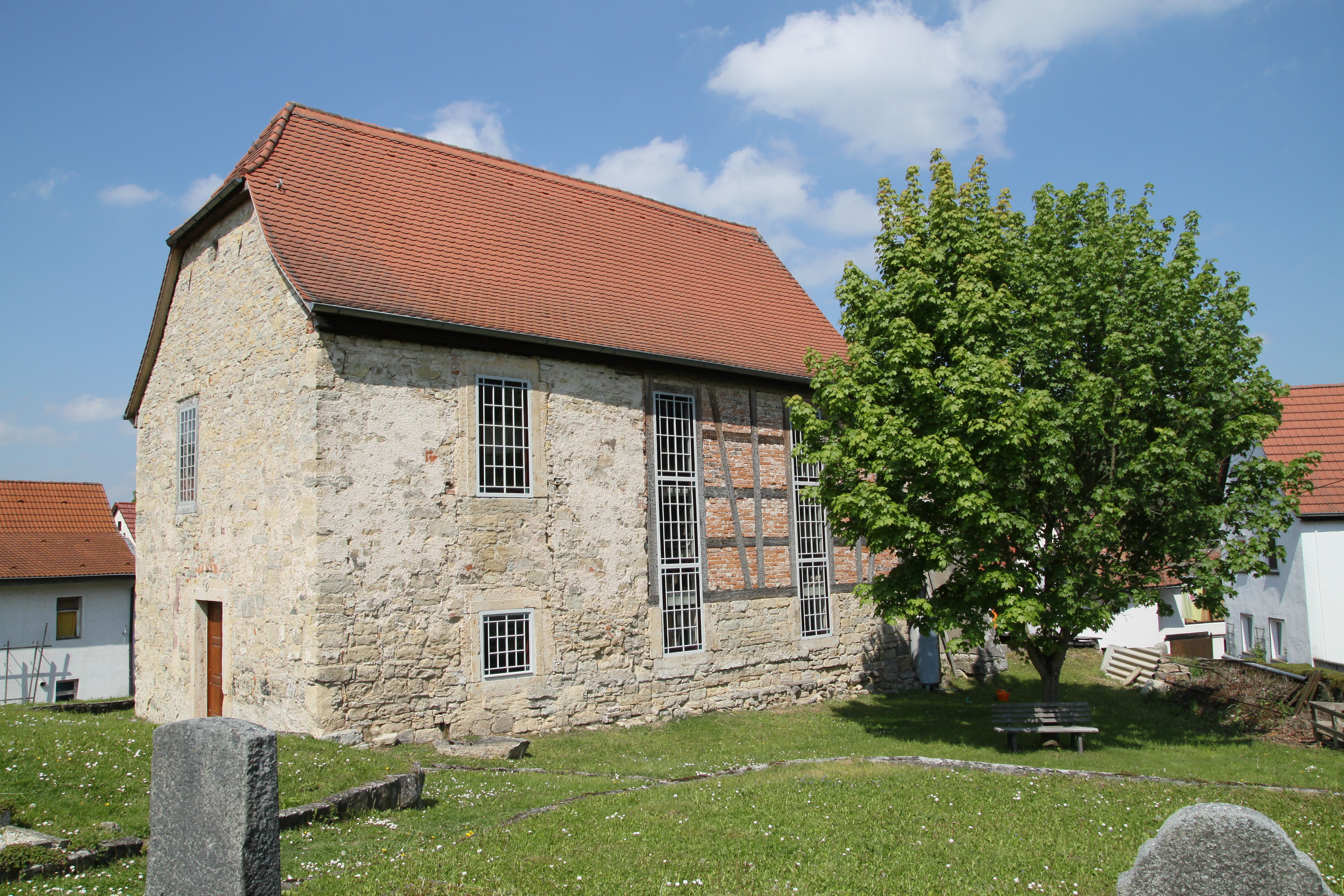
Rückseite der Dorfkirche St. Katharina in Jenalöbnitz

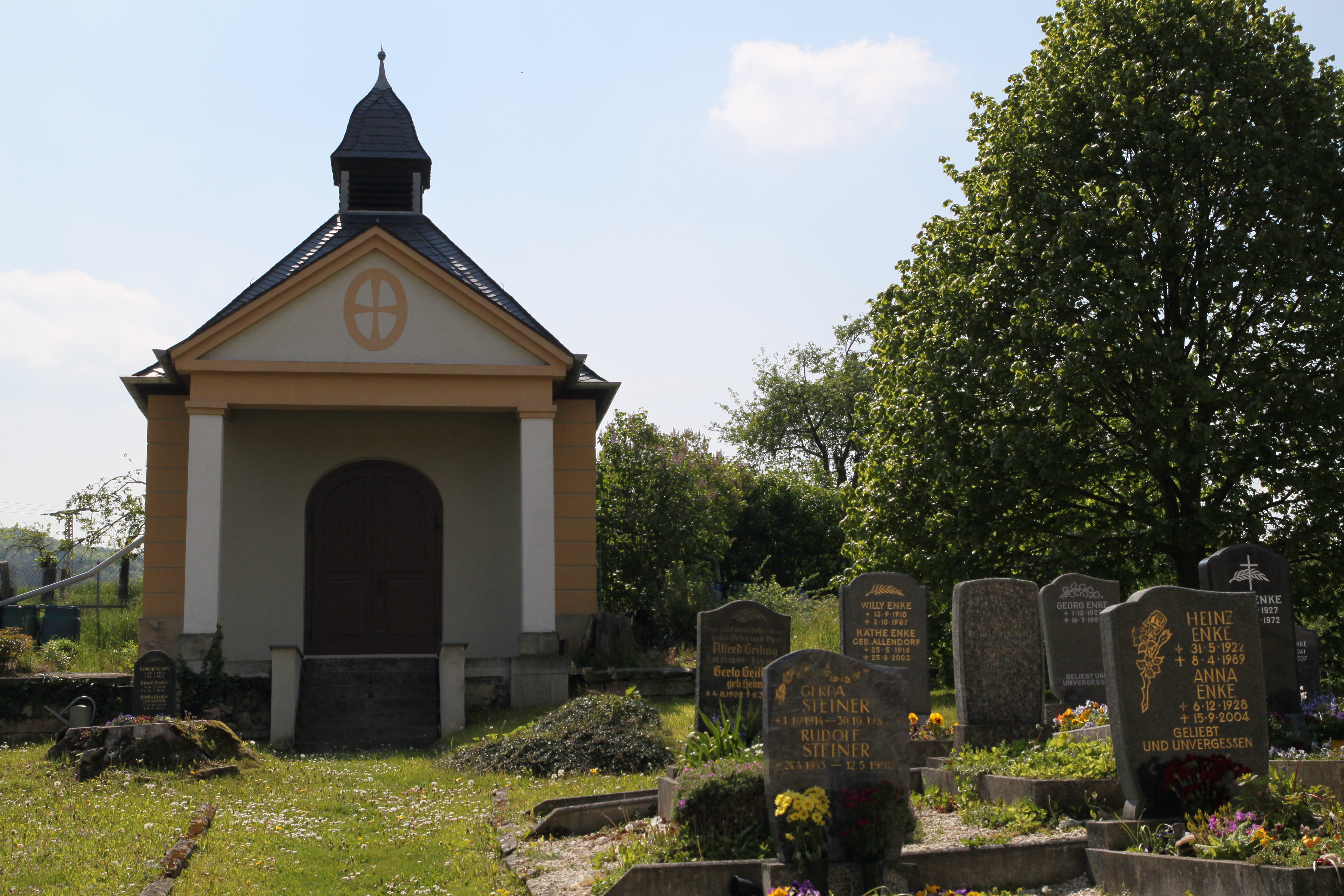
Kapelle der Dorfkirche St. Katharina in Jenalöbnitz

Die Dorfkirche St. Katharina steht in der Gemeinde Jenalöbnitz im Saale-Holzland-Kreis in Thüringen. Die Kirche gehört zum Kirchenkreis Jena.

## Lage
Die Dorfkirche liegt zentral im Ort.

## Geschichte
Am 29. Mai 1395 nannte man in Jenalöbnitz eine Dorfkirche. 1392 stiftete der Jenaer Ratsmann Albrecht von Tümplingen der Kirche in Jenalöbnitz eine Glocke. Sie gibt es heute noch. 1516 überlegte man, eine neue Kirche zu bauen. Der Dreißigjährige Krieg verhinderte es. 1666 beseitigte die Kirchgemeinde die letzten Kriegsschäden am Gotteshaus.

## Die Orgel
1756 wurde eine Orgel für 50 Reichstaler von Justinus Ehrenfried Gerhard angeschafft. Sie wurde aber 1895/96 vom Orgelbaumeister Hugo Schramm aus Bürgel durch eine neue Orgel ersetzt. Diese befindet sich heute noch im Gotteshaus. Die Prospektpfeifen wurden Opfer des Ersten Weltkrieges und konnten erst 1927 durch neue Pfeifen aus Zink ersetzt werden.

## Weitere Aktivitäten
1770 erfolgten Aus- und Umbauarbeiten. Das Fachwerk am Gotteshaus wurde um 1900 angebracht. 1990 erfolgte schon wieder eine Notsicherung im Chor und am Walmdach.
Nach umfangreichen Sanierungsarbeiten am Turmstumpf und dem Einbau einer neuen Glockenstube wurde im November 2024 ein neues Chorfenster eingebaut. Das Glasfenster zeigt Maria mit Christuskind nach einem Motiv des Jenaer Glaskünstlers Fritz Körner. Das Fenster wurde in der Weimarer Glasmalerei Ernst Kraus gefertigt.

## Der Kirchbauverein
2004 gründeten die Gläubigen einen Kirchbauverein, der nun die Geschicke in die Hand nahm, denn viele Jahre stand das Haus offen. Gegenstände wurden entwendet, aber die Orgel blieb unangetastet.